# Jasmine Norton
Jasmine Norton (28 maggio 1991) è un'ex pallavolista statunitense.
Giocava nel ruolo di schiacciatrice.

## Carriera
La carriera di Jasmine Norton inizia nei tornei scolastici texani con la Rowlett High School. Dopo il diploma entra a far parte della squadra di pallavolo femminile della University of Arkansas, giocando nella NCAA Division I dal 2009 al 2012.
Conclusa la carriera universitaria, nella stagione 2013 inizia quella professionistica a Porto Rico, dove viene ingaggiata dalle Leonas de Ponce nella Liga de Voleibol Superior Femenino. Nel campionato 2013-14 gioca in Svezia, partecipando alla Elitserien col Sollentuna Volleybollklubb: al termine dell'annata si ritira dalla pallavolo giocata.